# دفتر بیضی

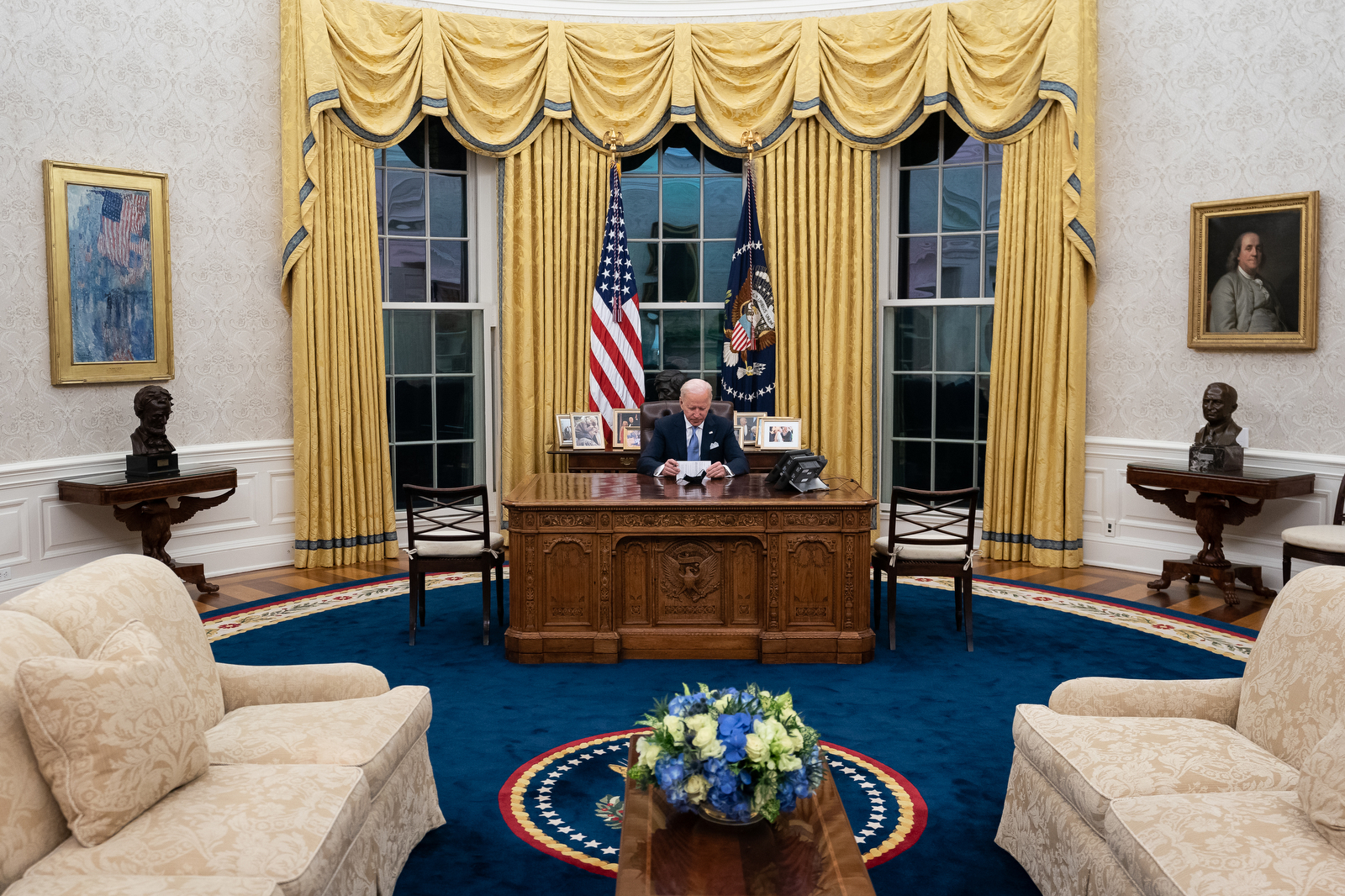
جو بایدن در دفتر بیضی، ۲۰۲۱

دفتر بیضی هنگام ریاست‌جمهوری رونالد ریگان، ۱۹۸۱

دفتر بیضی (به انگلیسی: Oval Office) نام دفتر و محل کار رسمی رئیس‌جمهور ایالات متحده آمریکا است.
این مکان در بال غربی کاخ سفید، واشینگتن، دی. سی. واقع شده و بخشی از دفتر اجرایی رئیس‌جمهور ایالات متحده آمریکاست.
اتاق بیضی شکل دارای سه پنجره بزرگ در پشت میز رئیس جمهور واقع در انتهای جنوبی اتاق، و یک شومینه در انتهای شمالی است. این اتاق چهار در دارد: درب شرقی به باغ رز باز می شود. درب غربی به یک اتاق مطالعه خصوصی و اتاق غذاخوری  می‌رسد. درب شمال غربی به راهروی اصلی بال غربی و درب شمال شرقی به دفتر منشی رئیس جمهور باز می‌شود.
روسای جمهور به طور کلی دفتر را متناسب با سلیقه شخصی خود و بانوی اول تزئین می‌کنند. مبلمان جدید، پارچه‌های جدید را انتخاب می‌کنند و فرش بیضی شکل خود را برای پوشاندن کف اتاق طراحی می‌کنند. کارهای هنری از مجموعه خود کاخ سفید انتخاب شده یا به درخواست رئیس‌جمهور از موزه‌ها قرض گرفته می‌شود.
رئیس جمهور تئودور روزولت بال غربی را در سال ۱۹۰۲ ساخت، اما دفتر او در بال غربی بیضی شکل نبود. دفتر بیضی تَفْت توسط رئیس‌جمهور ویلیام هووارد تفت به عنوان بخشی از گسترش بال غربی در ۱۹۰۹ ساخته شد. همه رئیس ‌جمهور ها از زمان خود تفت  تا ریاست‌جمهوری فرانکلین روزولت در دفتر بیضی تفت کار کردند، اما در سال ۱۹۲۹ این دفتر دچار آتش سوزی بزرگی شد و در سال ۱۹۳۳ تخریب شد. رئیس جمهور فرانکلین روزولت دفتر بیضی معاصر را در هنگام بازسازی بال غربی پس از آتش سوزی، در ۱۹۳۴، در گوشه کنار باغ گل رز ساخت.

نقشه مجموعه کاخ سفید. بال غربی با عنوان West Wing مشخص شده

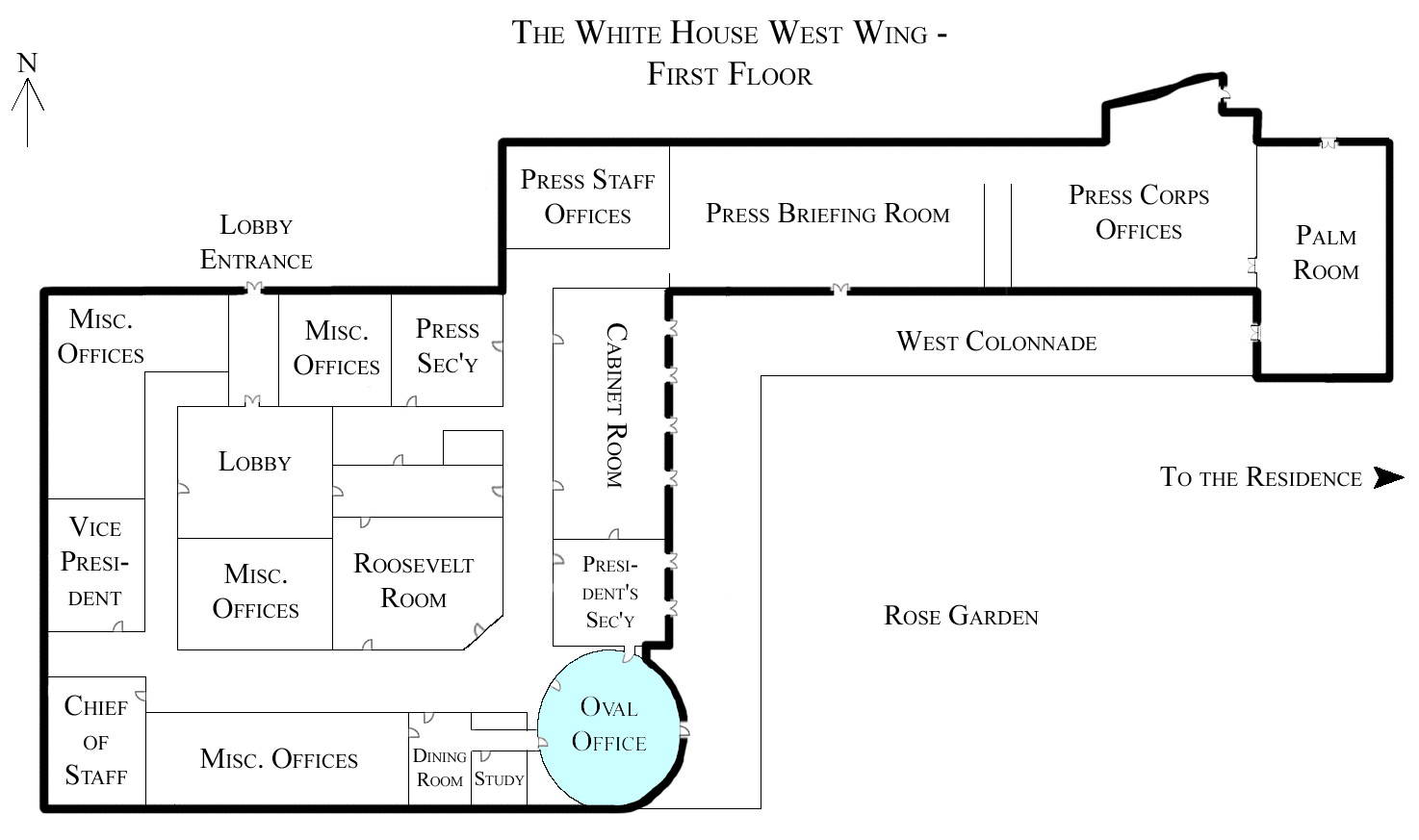
موقعیت دفتر بیضی در بال غربی.

## نگارخانه

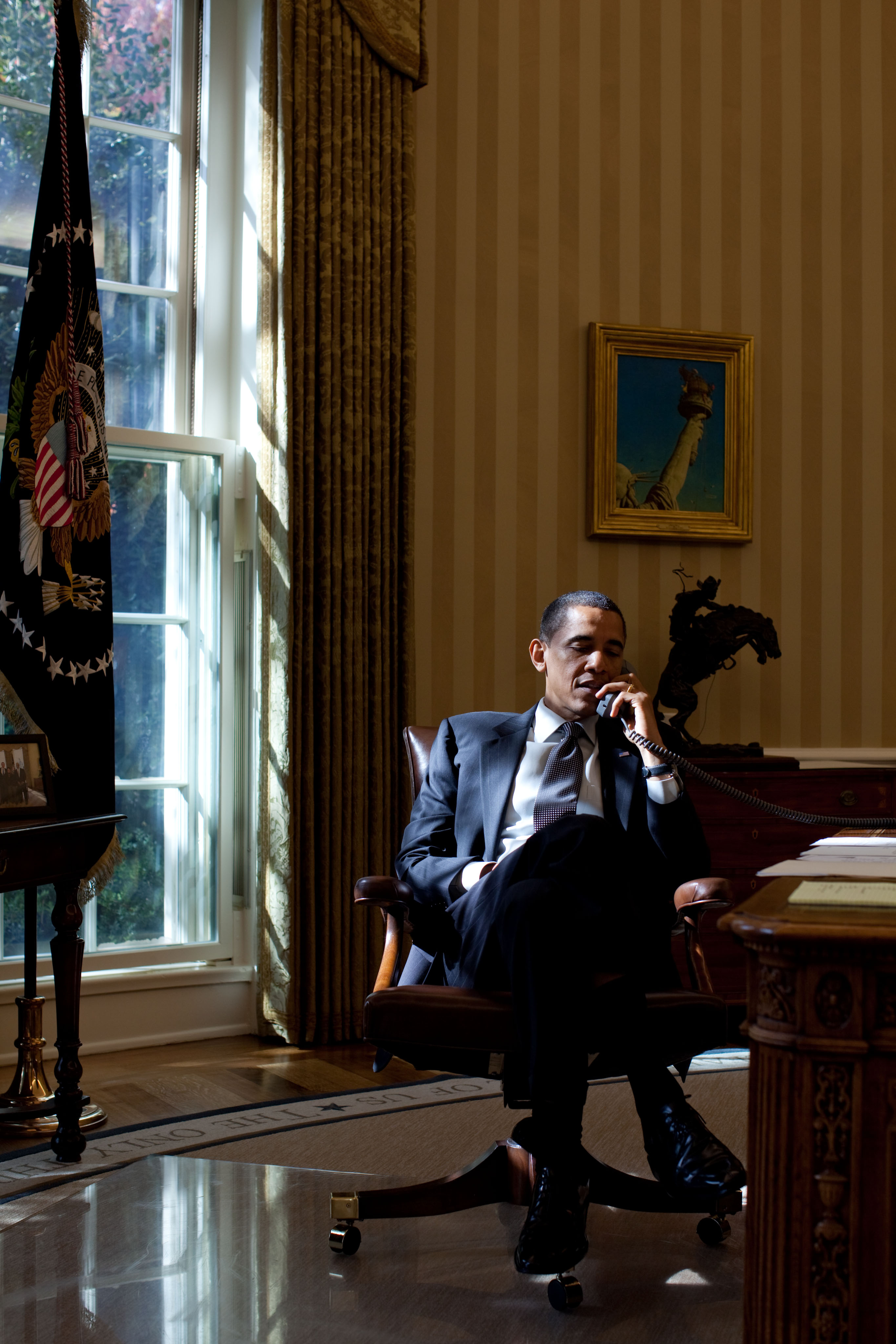
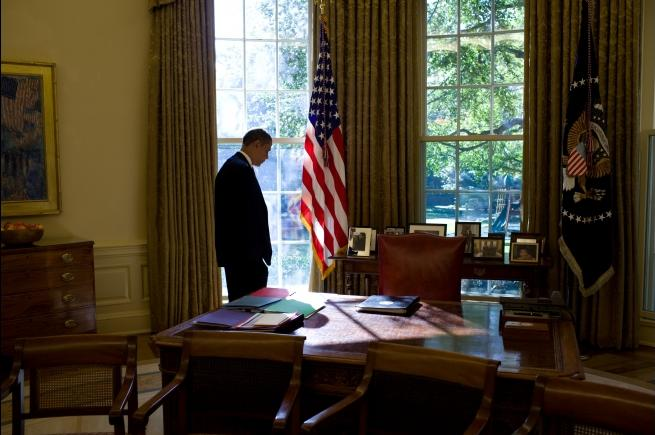
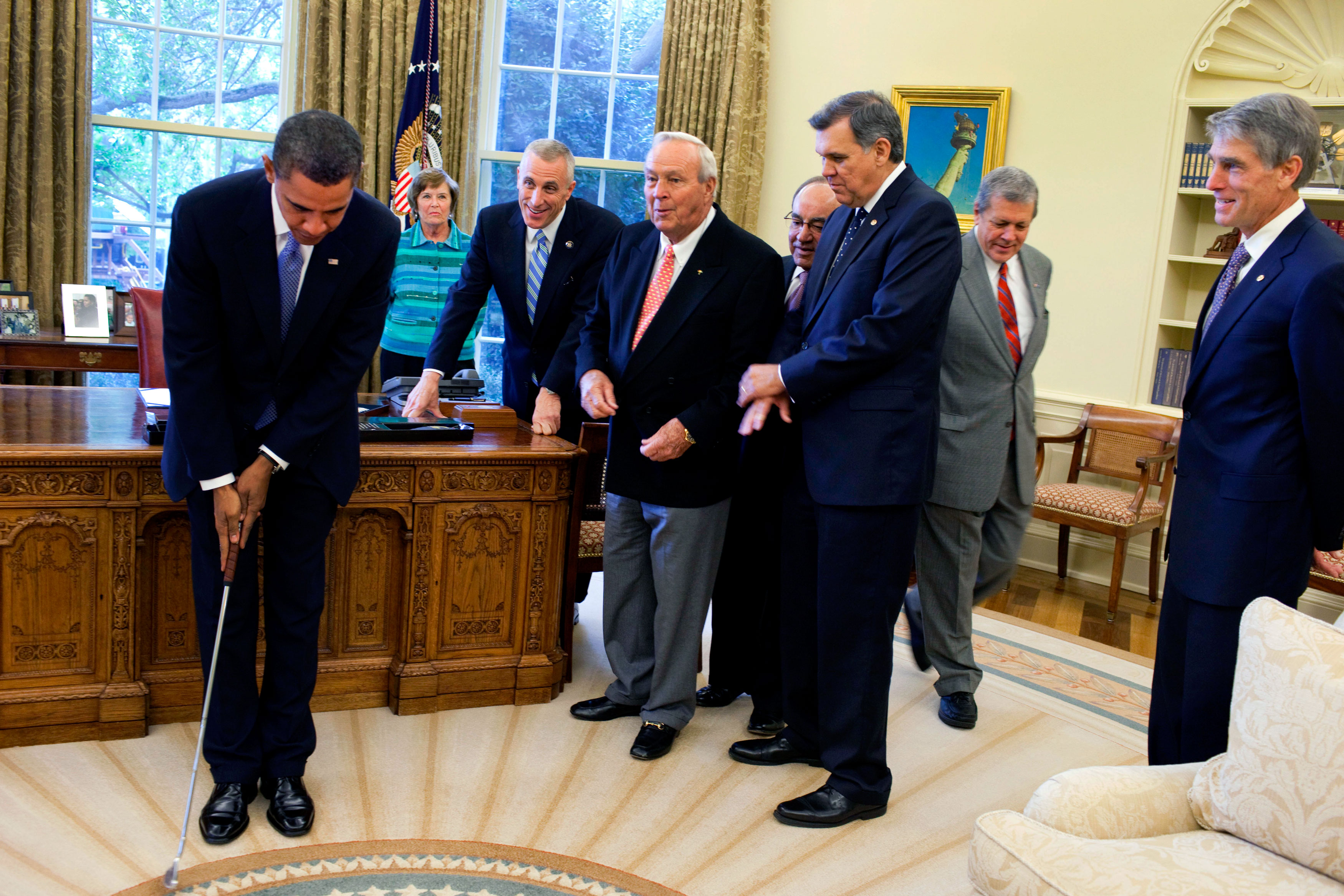
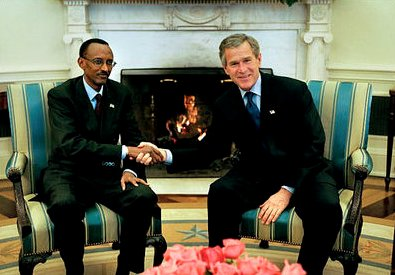
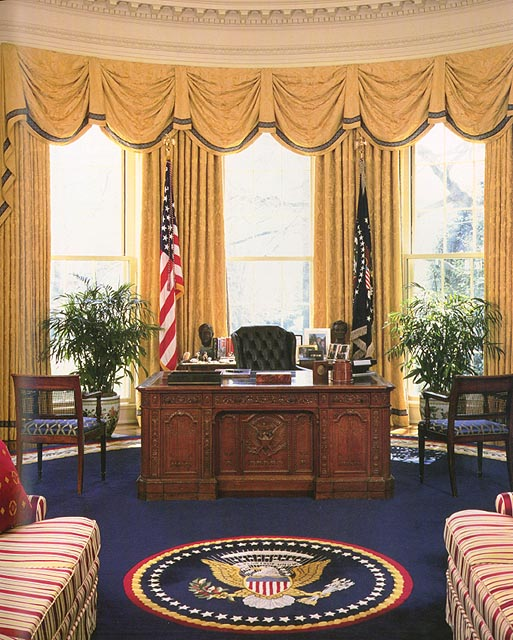
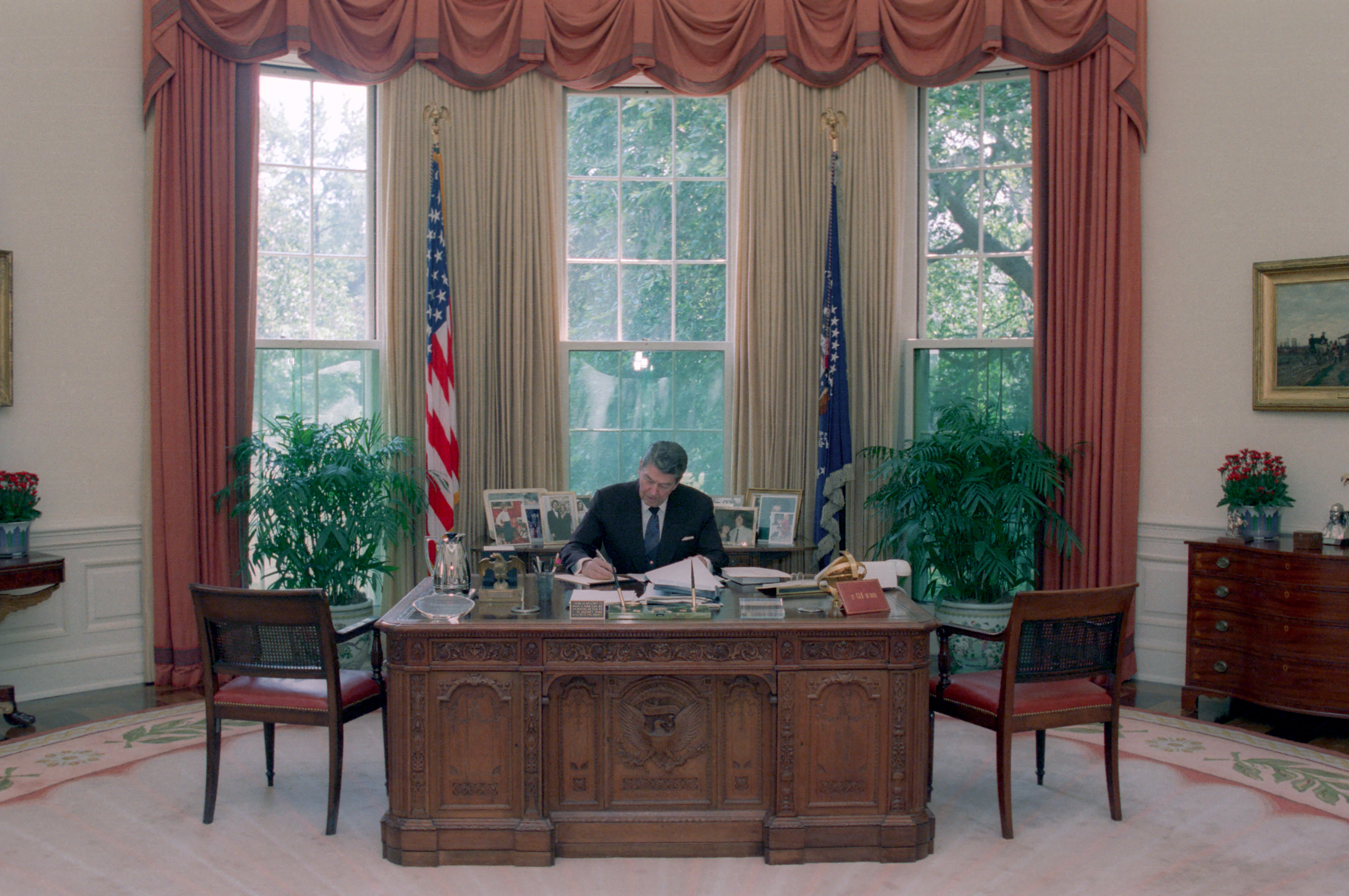
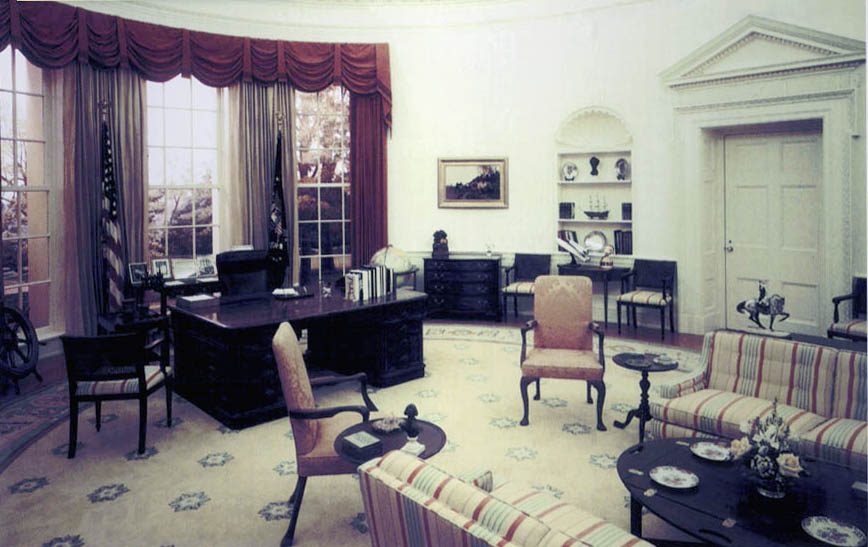
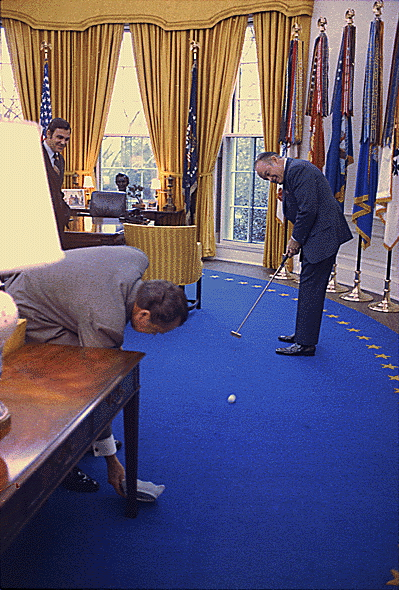

## دفتر بیضی تفت (۱۹۰۹-۱۹۳۳)
| رئیس‌جمهور                       | عکس |
| ------------------------------- | --- |
| ویلیام هووارد تفت ۱۹۰۹–۱۹۱۳     |     |
| وودرو ویلسون ۱۹۱۳–۱۹۲۱          |     |
| وارن جی. هاردینگ ۱۹۲۱–۱۹۲۳      |     |
| کالوین کولیج ۱۹۲۳–۱۹۲۹          |     |
| هربرت هوور ۱۹۲۹–۱۹۳۳            |     |
| فرانکلین دلانو روزولت ۱۹۳۳–۱۹۴۵ |     |

## دفتر بیضی معاصر (۱۹۳۴-تاکنون)
| رئیس‌جمهور                    | عکس | توضیحات                                                               |
| ---------------------------- | --- | --------------------------------------------------------------------- |
| فرانکلین روزولت ۱۹۳۳–۱۹۴۵    |     |                                                                       |
| هری اس. ترومن ۱۹۴۵–۱۹۵۳      |     |                                                                       |
| دوایت آیزنهاور ۱۹۵۳–۱۹۶۱     |     |                                                                       |
| جان اف. کندی ۱۹۶۱–۱۹۶۳       |     |                                                                       |
| لیندون بی. جانسون ۱۹۶۳–۱۹۶۹  |     |                                                                       |
| ریچارد نیکسون ۱۹۶۹–۱۹۷۴      |     |                                                                       |
| جرالد فورد ۱۹۷۴–۱۹۷۷         |     |                                                                       |
| جیمی کارتر ۱۹۷۷–۱۹۸۱         |     |                                                                       |
| رونالد ریگان ۱۹۸۱–۱۹۸۹       |     |                                                                       |
| جرج هربرت واکر بوش ۱۹۸۹–۱۹۹۳ |     |                                                                       |
| بیل کلینتون ۱۹۹۳–۲۰۰۱        |     |                                                                       |
| جورج دابلیو بوش ۲۰۰۱–۲۰۰۹    |     |                                                                       |
| باراک اوباما ۲۰۰۹–۲۰۱۷       |     |                                                                       |
| دونالد ترامپ ۲۰۱۷–۲۰۲۱       |     | ترامپ برای فرش کف دفتر از طراحی کاملا مشابه رونالد ریگان استفاده کرد. |
| جو بایدن ۲۰۲۱–۲۰۲۵           |     | بایدن از فرش بیل کلینتون استفاده کرد.                                 |